# Sudoměřice u Bechyně
Sudoměřice u Bechyně település Csehországban, a Tábori járásban. Sudoměřice u Bechyně Vlastiboř, Hodonice, Skrýchov u Malšic, Hodětín, Černýšovice, Bechyně, Malšice és Hlavatce településekkel határos. Lakosainak száma 765 fő (2024. január 1.).

## Népesség
A település lakosságának változását az alábbi diagram mutatja:
| Lakosok száma | 910  | 804  | 822  | 744  | 652  | 616  | 739  | 762  | 764  | 765  |
|               | 1869 | 1890 | 1921 | 1950 | 1980 | 2001 | 2017 | 2019 | 2022 | 2024 |